# Allorchestes carinata
Allorchestes carinata är en kräftdjursart som beskrevs av Iwasa 1939. Allorchestes carinata ingår i släktet Allorchestes och familjen Hyalellidae. Inga underarter finns listade i Catalogue of Life.